# Plaza Luis Cabrera
La plaza Luis Cabrera anteriormente llamada  plaza Ajusco, es un parque público ubicado en la avenida Orizaba, entre las calles Guanajuato y Zacatecas, de la Colonia Roma de la Ciudad de México. Su nombre hace honor del político mexicano poblano, Luis Cabrera, impulsor de la Reforma Agraria.